# الوكالة الوطنية للدراسات و متابعة إنجاز الاستثمارات في السكك الحديدية

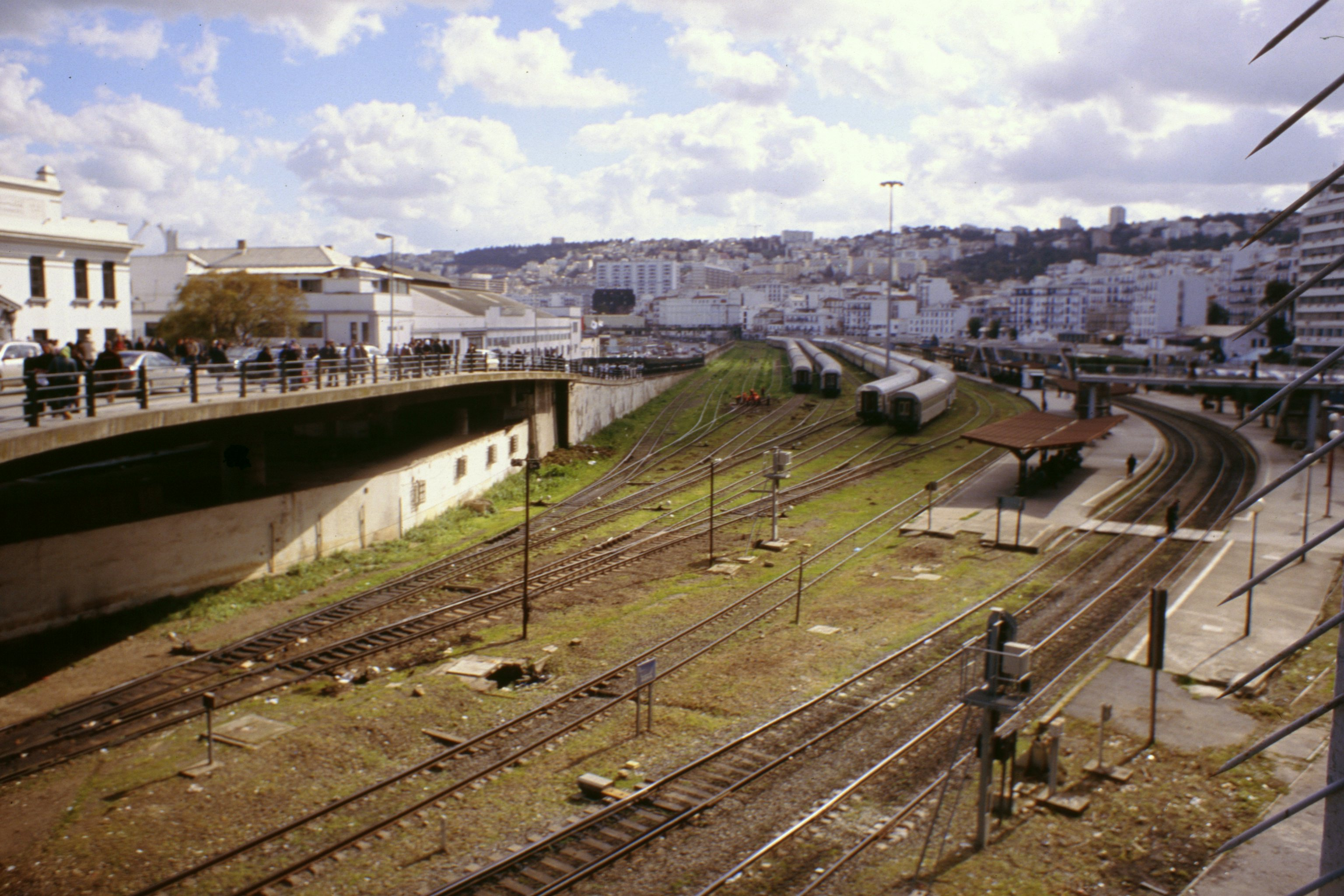
محطة قطار غار داغا بالجزائر العاصمة

أناسريف (بالعربية: و.و.د.م.ا.ا.س.ح) هي شركة نقل أنشأتها الحكومة الجزائرية لتوسيع وتحديث نظام السكك الحديدية الجزائرية.
مهامها:
ترتكز مهام الوكالة الوطنية للدراسات ومتابعة إنجاز الإستثمارات في السكك الحديدية على المرسوم التنفيذي رقم 05 - 256 وهي كالتالي:
- تنفيذ برامج الإستثمارات في السكك الحديدية وضمان متابعتها والإشراف عليها.
- السهر على إحترام القواعد االتنفيذية ومقاييس تصور المنشآت السككية التابعة لمهامها وتهيئتها.
- إنجاز أو العمل على إعداد دراسات تصور جميع الأشغال المرتبطة بمهامها وجداولها ومشاريعها التمهيدية وتنفيذها وضمان متابعتها.
- تطوير هندسة السكك الحديدية وكذا وسائل التصور والدراسات الخاصة بها من أجل التحكم في التقنيات المرتبطة بهدفها.
- تكوين ملفات إستشارة مؤسسات الدراسات والإنجاز وتجهيز المنشآت القاعدية التابعة لمهامها.
- جمع المعطيات والمعلومات والوثائق ذات الطابع الإحصائي والعلمي والتقني والاقتصادي المتصلة بهدفها ومعالجتها وحفظها وتوزيعها وحفظ الملفات والدراسات المتعلقة بالسكك الحديدية طبقا للأحكام التشريعية والتنظيمية المعمول بها.
- اللجوء في إطار التشريع والتنظيم المعمول بهما إلى مساعدة تقنية وطنية أو أجنبية من أجل تأدية مهامها.
- المساهمة في تكوين المستخدمين العاملين في ميدان المنشآت القاعدية التابعة لصلاحيتها وتحسين مستواهم وتنفيذ كل تدبير من شأنه تحديث وتحسين أداءاتهم وقدراتهم في مجال الدراسة والإنجاز.
- تصور كل براءة أو شهادة أو نموذج أو طريقة ترتبط بهدفها أو إستغلالها أو إيداعها.
- القيام بجميع العمليات الصناعية والتجارية والعقارية والمنقولة والمالية المرتبطة بهدفها والتي من شأنها تشجيع تنميتها.

## الغرض
في 20 يوليو 2005، أعلنت الحكومة الجزائرية عن إنشاء شركة أناسريف بهدف التخطيط والاستثمار في توسيع وتحديث خطوط السكك الحديدية داخل البلاد. تخضع الشركة لإدارة وزارة النقل، التي قررت تخصيص ميزانية وصلت إلى 900 مليار دينار للشركة. تتولى الشركة الوطنية للنقل بالسكك الحديدية عملية التشغيل اليومي لهيئة السكك الحديدية. أما الشركات الأخرى على غرار ألستوم وألستادي فتقوم بتقديم عطاءات للحصول على عقود بناء الخطوط الجديدة أو تركيب المعدات.
يقع المقر الرئيسي لشركة أناسريف في العاصمة الجزائر. تم تأسيسها كمؤسسة صناعية وتجارية عامة، مثل الشركة الوطنية للنقل بالسكك الحديدية، وتتبع الاتحاد الدولي للسكك الحديدية في المعايير التي يحددها لقطاعات السكك الحديدية مثل مواصفات العربات والأدوات المتسخدمه.
بالرغم من أن عملية تطوير السكك الحديدية الجزائرية، كما هو الحال مع قطاع الطيران والطرق والنقل المائي، يطغي عليها طابع الفساد وسوء الإدارة حيث اعتمدت الحكومة على خطط قديمة جدا،
```
أرجعها البعض إلى فترة 
السبعينيات
، واستخدام الموارد بشكل غير فعال إلا أن 
الحكومة الجزائرية
 قد أعلنت عن خطة تنمية إقتصادية 
خمسيه
 (2009- 2014) خصصت فيها 
110
 
مليار
 
يورو
 لتحسين البنية التحتية.
[
8
]
 مع ذلك توجد مخاوف بشان قدرة الحكومة على إدارة القدرة الجديدة وإستخدامها بشكل جيد.
[
7
]
[
9
]
```

## المشاريع
تعمل أناسريف على تطوير العديد من الخطوط في مختلف أنحاء البلاد، مثل:
- خط الهضبة العليا، خط سكة حديد جديد يربط شرق الجزائر بغربها ويكمل الخط الساحلي.[10][11]
- خط سكة حديد يربط تلمسان بالحدود المغربية حتى منطقة العقيد عباس.[12] بالرغم من غلق الحدود مع المغرب منذ عام 1994، إلا أن هناك ضغوط لإعادة فتح الحدود البرية مرة أخرى أمام المسافرين.[13][14]
- الخط الدائري الجنوبي، خط سكه حديد يمتد من حاسي مسعود مرورا بورقلة، غرداية، الأغواط وينتهي في الجلفة.[15]
- تحديث وتطوير عدد من الخطوط المقامة بالفعل مثل خط بئر توتة- زرالدة.[15]

### خطوط جديدة في مرحلة التطوير
- خط سكه حديد يربط بشار- مشرية- رجم.[15]
- خط سكه حديد فائق السرعة من برج بوعريريج- خميس مليانة.
- خط سكه حديد يربط بومدفع- الجلفة، ويتصل بخط العروة الجنوبية.
- خط سكة حديد يربط حاسي مسعود- تقرت.

## روابط خارجية
- Anesrif: الصفحة الرئيسية باللغة الإنجليزية
- SNTF
- ERTMS في الجزائر

اليوتيوب
- صفحة الوكالة الوطنية للدراسات ومتابعة إنجاز الإستثمارات في السكك الحديدية على اليوتيوب.
- نظام كهربة خطوط السكة الحديدية في الجزائر.
- نفقين بطول إجمالي 10 كلم بمشروع السكة الحديدية بين العفرون و الخميس مليانة.
- من هي أنسريف؟